# Comuna Pedosî, Pohrebîșce
Pedosî (în ucraineană Педоси) este o comună în raionul Pohrebîșce, regiunea Vinnița, Ucraina, formată din satele Malînkî și Pedosî (reședința).

## Demografie
Componența lingvistică a satului Pedosî
     Ucraineană (99,21%)
     Alte limbi (0,79%)
Conform recensământului din 2001, majoritatea populației satului Pedosî era vorbitoare de ucraineană (99,21%), existând în minoritate și vorbitori de alte limbi.